# Dar as mãos

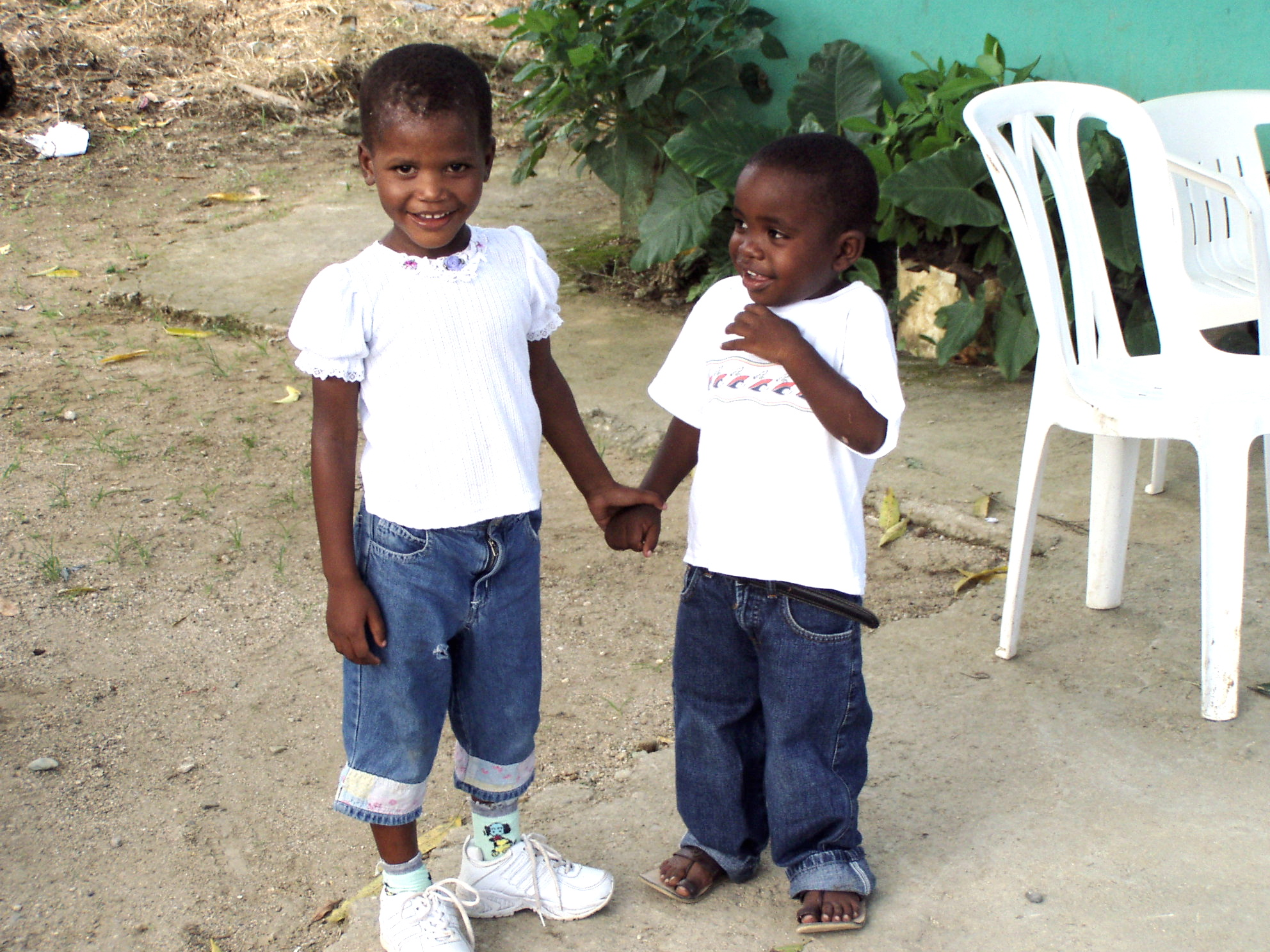
Duas crianças dominicanas dando-se as mãos

Dar as mãos é uma forma carinho envolvendo duas ou mais pessoas. Pode ou não ter significado romântico.

## Aspectos culturais
Na cultura ocidental, esposos e casais de namorados costumam dar as mãos como sinal de afeto ou para expressar a proximidade psicológica. Amigos sem envolvimento sentimental também podem dar-se as mãos, embora a aceitação interna e externa do ato variem de pessoa para pessoa, conforme a cultura e o papel social de gênero. Os pais ou guardiões legais também podem segurar as mãos das crianças pequenas para exercício do cuidado, do controle e da autoridade sobre elas. No que se refere aos relacionamentos, dar as mãos é algo muito frequente nos estágios iniciais do namoro ou da corte para demonstrar o interesse romântico no parceiro ou na parceira. Em outros estágios do relacionamento dar as mãos costuma ser um sinal de busca de apoio e/ou de reafirmação.
Quem mantém relações com pessoas do mesmo sexo em muitos casos costuma evitar dar as mãos em público por causa da homofobia. Em 2012, uma média de 74% dos homens gays e 51% das mulheres lésbicas responderam a uma pesquisa de uma agência da União Europeia dizendo que evitam dar as mãos em público por temores de assédio ou de agressões. As respostas variaram entre 45% a 89% dependendo do país, com média de 66%.

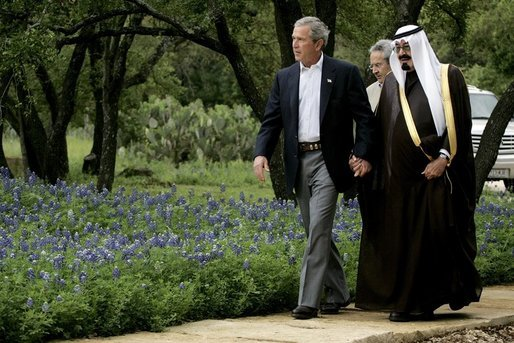
O presidente George W. Bush e o príncipe-herdeiro Abdullah da Arábia Saudita de mãos dadas causaram incômodo à opinião pública americana em 2005.

Em países do mundo árabe, na África, em algumas partes Ásia e tradicionalmente em algumas culturas mediterrâneas e do sul da Europa (especialmente na Sicília), os homens também se dão as mãos como sinal de amizade e como sinal de respeito; uma prática que chama demais a atenção a sociedades que não estão acostumadas a isso, como aconteceu em 2005, quando o então príncipe-herdeiro Abdullah da Arábia Saudita andou de mãos dadas com o presidente dos Estados Unidos, George W. Bush.

## Aspectos físicos e psicológicos
De acordo com Tiffany Field, diretora do Touch Research Institute, dar as mãos estimula o nervo vago, o que reduz a pressão sanguínea e a frequência cardíaca  e coloca as pessoas em estado de maior relaxamento.